# Дрізд індійський
Дрізд індійський (Turdus unicolor) — вид горобцеподібних птахів родини дроздових (Turdidae). Поширений у Південній Азії.

## Поширення
Живе в Гімалаях від округу Читрал у Пакистані до східного Непалу і, можливо, Сіккіму. Це перелітний птах, який зимує південніше в Індії та Бангладеш. Випадкові бродяги трапляються досить далеко від основного ареалу. Він був знайдений на німецькій станції птахів Гельголанд у 1932 році.
Місцем проживання в період розмноження виду є листяні ліси нижніх схилів гір, вербові зарості, сади й городи до 2,7 км над рівнем моря.

## Опис
Індійський дрізд має довжину 21 см, розмах крил 33—38 см і вагу 57—72 г. Самець майже суцільний синьо-сірий, трохи світліший на животі, а дзьоб жовтий. Самиця й молоді птахи коричневі, горло дрібно плямисте. У дорослих дзьоб і ноги жовті, тоді як у молодих вони можуть бути темніші. Є жовте кільце навколо очей.